# Michael Ehregott Grose
 Michael Ehregott Grose (* 1747 in Sachsen, getauft am 3. März 1748 in Zwenkau; † 24. September 1795 in Kopenhagen) war ein deutscher und dänischer Organist und Komponist sowie Musikpädagoge.

## Leben und Wirken
Michael Ehregott Grose erhielt „von Jugend auf“ Unterricht in Orgelspiel von seinem Vater, dem seit 1741 in Zwenkau tätigen Organisten Johann Michael Grose (* 29. September 1713 in Pötewitz; † 8. Juni 1791 in Zwenkau). Dieser war ein ehemaliger Schüler von Johann Sebastian Bach. Im Jahre 1784 konnte Grose von seinem Vater die Arbeitsstelle vertretungsweise als so genannter Organist-Substitut in der Nähe von Leipzig übernehmen und wirkte in Zwenkau an St. Laurentius bis 1782.
Von Johann Friedrich Doles bekam Grose 1779 auf sein Ersuchen hin ein Befähigungs- und Empfehlungszeugnis insbesondere als Organist und Komponist ausgestellt, in dem der Thomaskantor ihm bescheinigte, dass Grose „nicht nur ein fertiger Orgel- und Clavierspieler ist, sondern auch auf verschiedenen anderen musikalischen Instrumenten eine nicht gemeine Fertigkeit erlanget hat und sie mit Geschmack zu behandeln weiß, nächst diesen zeigt er eine natürliche Geschicklichkeit in der Composition …“.
Vor dem evangelischen Geistlichen Konsistorium in Wittenberg legte er am 11. Juli 1781 eine Prüfung ab, um Kantor in Baruth zu werden, das damals zur gleichnamigen sächsischen Standesherrschaft gehörte, und wurde für dieses Amt bestätigt.

### Organist an St. Gotthardt in Brandenburg
Er wurde Organist an der altstädtischen Hauptkirche in Brandenburg an der Havel ab 1. August 1784 und blieb es an St. Gotthardt bis Ende 1786. Dort gab er auch Orgelunterricht. So unterrichtete er den Schüler der Ritterkollegiums und späteren Organisten Friedrich Wilke im Orgelspiel, besonders im Generalbass. Grose galt in seiner Zeit als Organist in Brandenburg als „berühmt“, insbesondere wegen seines „kunstreichen und gefühlvollen Vortrages“. Er verließ Brandenburg und ging 1787 nach Christiansund in Schweden und wurde dort Stadtmusikant.

### Kirchenmusiker in Kopenhagen
Zu Beginn der 1790er Jahre war Grose an der deutschen Kirche in Kopenhagen, der evangelischen Frederiks tyske Kirke, auch Christians Kirke genannt, als Kirchenmusiker tätig. Dort hatte er eine ausgezeichnete Orgel zu seiner Verfügung; der Orgelbauer Hartvig Jochum Müller warf Grose allerdings vor, das Instrument nicht gut zu pflegen, und geriet deshalb an einem Abend so heftig mit Grose aneinander, dass die Polizei gerufen werden musste. Außerdem leitete der Organist Grose ein Orchester. Bei Konzerten einer musikalischen Gesellschaft namens Det Forenede Musikalske Selskab wirkte er als Pianist und Orgelvirtuose mit.

## Werke (Auswahl)
- Vierundzwanzig (XXIV) Lieder von guten Dichtern in Musik gesetzt. Leipzig 1785[9]; die Veröffentlichung wurde von Grose 1784 angekündigt.[10]
- Sechs Sonaten für Klavier, 1785; 2. Auflage 1792.
- Six Sonates Faciles pour le Clavecin, Livraison II. Berlin (1793)
- Notable works include Samling af lette Harpe, Claveer og Syngestykker for Liebhavere og Begyndere. (1791)[11]
- Morgenen. Die Kantate Morgenen („Morgen“) mit dem Liedtext von P. H. Haste[12] wurde am 1. Dezember 1792 in der Kongelige musikalske Academie erstmals aufgeführt.[13]
- Schlummre sanft im Schoß der Erde in Es-Dur; anderer Titel: Den Døende.[14]
- Festmusik: Sang i anledning af den 26 februari 1794 af Christian Hertz (Lied für Christian Hertz anlässlich des 26. Februar 1794).[15]

Der Kapellmeister Udo Wessiepe (* 1964), Absolvent der Musikhochschule Köln,
hat Werke von Grose für verschiedene Instrumente bearbeitet:
- Englischer Tanz für 2 Blockflöten einerseits und anderseits für zwei Gitarren;
- Zwei Tänze sowohl für Violine und Violoncello als auch für Klarinette und Fagott;
- Kontratanz nicht nur für drei Klarinetten sondern auch für ein Streichtrio.